# 李聪 (航天员)
李聪（1989年10月—），男，汉族，河北邯郸人，现为中国人民解放军航天员大队四级航天员，空军中校军衔。2020年9月，成为中国第三批航天员。2024年4月，执行神舟十八号飞行任务。

## 生平
1989年10月，李聪生于邯郸市峰峰矿区北部的大社镇南旺村，5岁时举家迁居矿区中心，此后先后就读于峰峰矿区第三小学、邯郸市第十四中学、河北峰峰第一中学（原春光中学），高中三年级时参与招飞，2009年被中国人民解放军空军航空大学录取。
李聪曾在空军航空兵某旅飞行大队担任副大队长，被评为空军二级飞行员，2018年参加航天员选拔，2020年9月入选中国第三批航天员。

## 执行任务
| 次序   | 任务名称   | 发射时间 （UTC +8:00）  | 着陆时间 （UTC +8:00）  | 运载火箭      | 对接       | 任务时长       | 舱外活动次数 | 舱外活动时长 |
| ------ | ---------- | ----------------------- | ----------------------- | ------------- | ---------- | -------------- | ------------ | ------------ |
| 1      | 神舟十八号 | 2024年4月25日, 20:59:00 | 2024年11月4日, 01:24:00 | 长征二号F遥18 | 天和核心舱 | 192天4小时25分 | 1            | 6小时32分    |
| 合计： | 合计：     | 合计：                  | 合计：                  | 合计：        | 合计：     | 192天4小时25分 | 1            | 6小时32分    |